# 越南李朝职官表
李朝的官职系统继承丁朝与前黎朝的制度，受到中国宋朝官制的影响，同时也具有越南自己的特色。

## 李朝爵位
李朝爵位初期仿照中国制度，皇帝下有“太子”（储君）、“王”（皇帝兄弟、子嗣）、公主（皇女）、列侯（宗室、功臣）、关内侯（有爵禄不能世袭）。从太宗时期开始，出现了新的越南式爵位，如“大僚班”、“亲王班”、“内明字”（明字、类类似中国古代的伯爵）、“内上制”等爵位，授予高官显贵等。
- 授予宗室爵位：王、列侯、公主
- 授予功臣爵位（秩）：国公、开国公、列侯、关内侯、伯（《大越史记全书》有记载，不见其他典籍）、“内明字（近侍官加“内”字）、明字、内大僚班（近侍官加“内”字）、大僚班、亲王班、内诸卫、诸卫、内上制（上制原为宋代武臣的官阶，这里为爵位，越南历史书籍也称为“秩”）、上制、崇班、供奉、侍禁、内殿直（原为宋代武臣的官阶，这里为爵位）、殿直等。

## 文班和武班
李朝的官职分文武班，
- 文班有相公、太傅、太保、太师、少师、相公、中书侍郎、参知政事、谏议大夫、六部尚书、左右司郎中、六部郎中、员外郎、书家（低级文官）等；
- 武班有枢密使、辅国太尉（检校太尉、太尉）、都统大元帅、都统元帅、元帅、殿前指挥使、左金吾、右武卫、左武卫、左威卫、右威卫、左骁卫将军、定胜将、郎将、具圣都火头、玉堦都火头、官职都火头、侍卫都火头等。
- 另外还有近侍官：上品奉御、祗侯奉御、内侍判首、内人火头、内常侍等。
- 地方长官有：峰州牧、谅州牧、乂安州牧、知乂安州军事等。
- 以上根据《越史略》整理。
- 注释：禁军的“都”是隶属殿前指挥使的军事单位，长官为火头。和中国北宋的禁军类似，越南李朝的禁军设有“都”一级单位，但是长官不叫“都头”，叫“火头”。《越史略》中的“都”有奉卫都、左右官职都、侍卫都、左右兴盛广武都、具圣都、玉堦都、拱圣都等名号。根据《越史略》记载，都的兵力不多，比如奉卫都只有百余人。

根据阮朝时期的《钦定越史纲目正编》所言的官阶有所不同
该书认为：
- 朝廷重职：三太、三少、太尉、少尉、内外行殿都知事、检校平章事
- 文班内职：部尚书、左右参知、左右谏议、中书侍郎、部侍郎、左右司郎中、尚书省员外郎、东西阁门使、左右腹心、内常侍、府士师、殿学士、翰林学士、卫大夫、诸火书家、承直郎、承信郎
- 文班外职：知府、判府、知州
- 武班内职：都统、元帅、总管、枢密使、枢密左右使、左右金吾上将、大将、都将、诸卫将军、指挥使、武卫火头、武捷、武林诸兵曹
- 武班外职：诸路镇寨、官兵镇守

## 李朝的中央官职系统
- 李朝中央的百官之长为太尉，李常杰、苏宪诚、陈承、杨英珥、杜英武等都担任过此职；太尉之外设有三师、三少、行殿内外都知事作为重臣职务；此外还有“平章军国重事”、“同中书门下”、“上柱国”等加官。
- 李朝重要的辅弼大臣还有参知政事、枢密使等职务，设有文明殿大学士备君主顾问。
- 朝廷仿照唐宋制度，设有谏议大夫作为谏官，设中丞掌监察，设太史掌天文历法；沿袭丁朝制度，设有都护府掌刑法，长官为士师,下有按狱吏负责审问犯人。
- 中枢机构中书省设中书侍郎为长官，下有令书家为办事官；行政机关尚书省设左、右司，分设郎中理事，下有员外郎为办事官吏；尚书省下设有吏、户、礼、兵、刑、工六部，设尚书为长官，侍郎为副，下设郎中为办事官吏。
- 近侍臣下有内常侍、内侍判首、内人火头、入内内侍省都知事、上品奉御、祗侯奉御等职务
- 禁军长官为殿前指挥使，下有各都火头；出征将帅有都统大元帅、都统元帅、元帅等称号。

## 李朝的地方官职系统
李朝在地方各州设有州牧，掌握军政权力，如谅州牧、峰州牧、乂安州牧、渭龙州牧、广源州牧等；级别低于州牧的长官为知州，如李太宗命威明侯李日光知乂安州；少数民族聚居的地区州长官为首领，如真登州首领、富良州首领等。

## 散官与勋官
李朝效法唐宋，建立了自己的散官体系。见诸记载的有开府仪同三司（文散官）、特进（文散官）、光禄大夫（文散官）、朝奉郎（文散官）、承直郎（文散官）、奉议郎（文散官）、承信郎（武散官）。
勋官见于记载的只有上柱国,获得这一称号的有李常杰、杜英武等。

## 和宋朝官职的对应关系
自从前黎朝卧朝帝以来，越南的官职制度“一依于宋”，李朝和宋元丰之前的官职有一定对应关系，同时也继承了丁朝和前黎朝的官职制度。
- 宋朝有三公、三少，李朝和宋朝一样，设有三公、三少作为高级荣誉官职；
- 宋朝以“同中书门下平章事”作为宰相，李朝亦設，以中官（宦官）為之；另有“中书门下”的职衔，但是多作为加官，真正的宰相是太尉，宋朝太尉是最高武官的官衔；
- 李朝的司法机关称为“都护府”，是继承丁朝制度，和宋朝的大理寺不同；后期李朝出现了“审刑院”，和都护府并列，其具体职责和宋朝的审刑院相比有何关系，已不可考；
- 李朝也有太史，作为史官，相当于宋朝的太史令；
- 李朝也有六部，和宋朝完全相同，设有尚书、侍郎、郎中等官吏；
- 李朝的左右司和宋朝的左右司设置也是一样的；
- 李朝仿照宋朝制度，也设有文明殿大学士作为君主顾问；
- 地方制度上，李朝也有州牧、知州、知府，和宋朝大体相同；
- 李朝的殿前指挥使，相当于宋朝的殿前司都指挥使；
- 李朝的都曹，相当于宋朝的府司录参军。